# Федоровська сільська рада (Федоровський район)
Фе́доровська сільська рада (рос. Фёдоровский сельский совет) — муніципальне утворення у складі Федоровського району Башкортостану, Росія. Адміністративний центр — село Федоровка.

## Населення
Населення — 4836 осіб (2019, 5088 в 2010, 5109 в 2002).

## Склад
До складу поселення входять такі населені пункти:
| Населений пункт      | Населення, осіб (2002) | Населення, осіб (2010) |
| -------------------- | ---------------------- | ---------------------- |
| Акбулатово, село     | 338                    | 308                    |
| Гавриловка, присілок | 64                     | 21                     |
| Кузьминовка, село    | 523                    | 439                    |
| Маганевка, присілок  | 30                     | 3                      |
| Улядаровка, хутір    | 26                     | 11                     |
| Федоровка, село      | 4128                   | 4306                   |